# Entraînement cognitif
Pour les articles homonymes, voir Entraînement.
 (août 2008).
L'entraînement cognitif a pour objectif l'amélioration des fonctions cognitives dans la vie quotidienne des utilisateurs. Dans ce but, des exercices sont réalisés par le sujet, via un ordinateur ou en version papier.

## Processus cognitifs ciblés par l'entraînement cognitif
Plusieurs processus cognitifs peuvent être entrainés, parmi lesquelles :
- mémoire visuelle
- mémoire auditive
- mémoire visuo-spatiale
- mémoire spatiale
- mémoire de travail
- attention focalisée
- attention partagée
- attention visuospatiale
- fonctions exécutives

Pour chacun d'eux, de nombreux exercices d'entraînement peuvent être inventés.
Attention : il ne faut pas confondre entraînement cognitif et jeux cognitifs.

## Historique
Au sein de la civilisation de la Grèce antique, la mémoire a été cantonnée à un « compartiment » de la rhétorique. Ultérieurement, les grecs portèrent cette faculté à « un ensemble de techniques pour bien retenir ». Les premières mentions d'une méthode d'entraînement pour améliorer la mémoire dateraient de l'Époque classique, au Ve siècle av. J.-C.,,. Ce premier procédé, désigné sous les termes de méthodes des loci (ou méthode des lieux), serait attribuable au poète grec Simonide de Céos. Cette méthode est mentionnée dans le Rhetorica ad Herennium, un texte daté du Ier siècle av. J.-C.,,. Durant l'Antiquité tardive, saint Augustin met en perspective la méthode du « palais de la mémoire ». Au cours du bas Moyen Âge, dans la seconde moitié du XIIIe siècle, Thomas d'Aquin développe et reprend, dans son traité Somme théologique, les principes mnémotechniques mentionnés dans la Rhetorica ad Herennium.

## L'entraînement cognitif et la neuroplasticité
La plasticité cérébrale est la propriété que possède notre cerveau de s'adapter pour faire face à des situations complexes. Elle favorise une bonne plasticité cognitive qui procure la flexibilité mentale nécessaire à une bonne mémoire. Cette neuroplasticité est totalement opérationnelle à l'âge adulte, mais elle baisse au cours du vieillissement. Les études montrent que la neuroplasticité ne disparaît pas avec l'âge.
Des utilisateurs âgés de 95 ans et plus montrent encore des bénéfices dus à un entraînement cognitif.
De plus, la neuroplasticité existe encore - bien que diminuée - chez les malades souffrant d'une maladie neurodégénérative telle que la maladie d'Alzheimer.
En conclusion, quel que soit l'âge ou l'état neuropathologique (études en cours) de l'utilisateur, l'entraînement cognitif [Lequel ?]peut améliorer les performances cognitives [Lesquelles ?]en mobilisant la neuroplasticité.

## Description des exercices
L'entraînement cognitif nécessite la mise en œuvre d'un programme complet, personnalisé et contextualisé.
- Un programme complet propose des exercices pour toutes les fonctions cognitives. La cognition est un tout. On ne peut pas espérer améliorer celle-ci en développant sa mémoire et en négligeant ses capacités d'attention (ou l'inverse).
- Un programme d'entraînement personnalisé contient des exercices dont le niveau de difficulté est ajusté au profil cognitif de l'utilisateur. Les exercices sont alors suffisamment difficiles pour obliger le cerveau à travailler (neuroplasticité), mais pas trop cependant afin d'éviter de rebuter ou décourager l'utilisateur.
- Un programme d'entraînement contextualisé, c'est-à-dire plaçant l'utilisateur dans des situations évoquant la vie quotidienne. Ceci peut être obtenu par l'utilisation de photos de la vie courante, au lieu de dessins ou cliparts. Il est aussi possible d'intégrer des éléments de la vie personnelle du sujet (photos des proches par exemple) afin de générer un sentiment de familiarité. Enfin, les exercices proposés doivent évoquer des situations de vie quotidienne.

Note : dans le cas des personnes souffrant de troubles cognitifs importants, l'accompagnement lors des séances est indispensable. Selon les cas, il peut être réalisé par un professionnel (neuropsychologue, orthophoniste, etc.) exerçant en libéral ou au sein d'une structure telle qu'un accueil de jour ou un EHPAD, ou (à domicile) par un proche ayant reçu une (courte) formation à l'accompagnement.

## Durée de l'entraînement, durée des séances
La durée de l'entraînement rapportée par les différents auteurs [Qui ?]est au minimum de plusieurs semaines, souvent plusieurs mois. Certains auteurs rapportent des résultats excellents après seulement 12 semaines d'entraînement à raison d'une séance hebdomadaire de 30 min. La durée de la séance est variable. Souvent comprise entre 20 et 45 min elle dépend principalement des capacités d'attention du sujet. En aucun cas la séance d'entraînement ne doit être une corvée.
Les études [évasif]montrent que les bénéfices de l'entraînement sur des personnes âgées persistent après 12 mois, voire 5 ans.

## Jeux vidéo et entraînement cognitif
Il a été prouvé à plusieurs reprises que les jeux vidéo permettaient l'amélioration des fonctions cognitives. En 2006, Nintendo a publié "Programme d'entraînement cérébral du Dr Kawashima : Quel âge a votre cerveau ?", remettant au goût du jour l'entraînement cognitif. A l'heure actuelle, il existe de nombreux supports pour s'entraîner au quotidien, comme le projet Brain Booster  ou Lumosity. 